# Rufina und Secunda

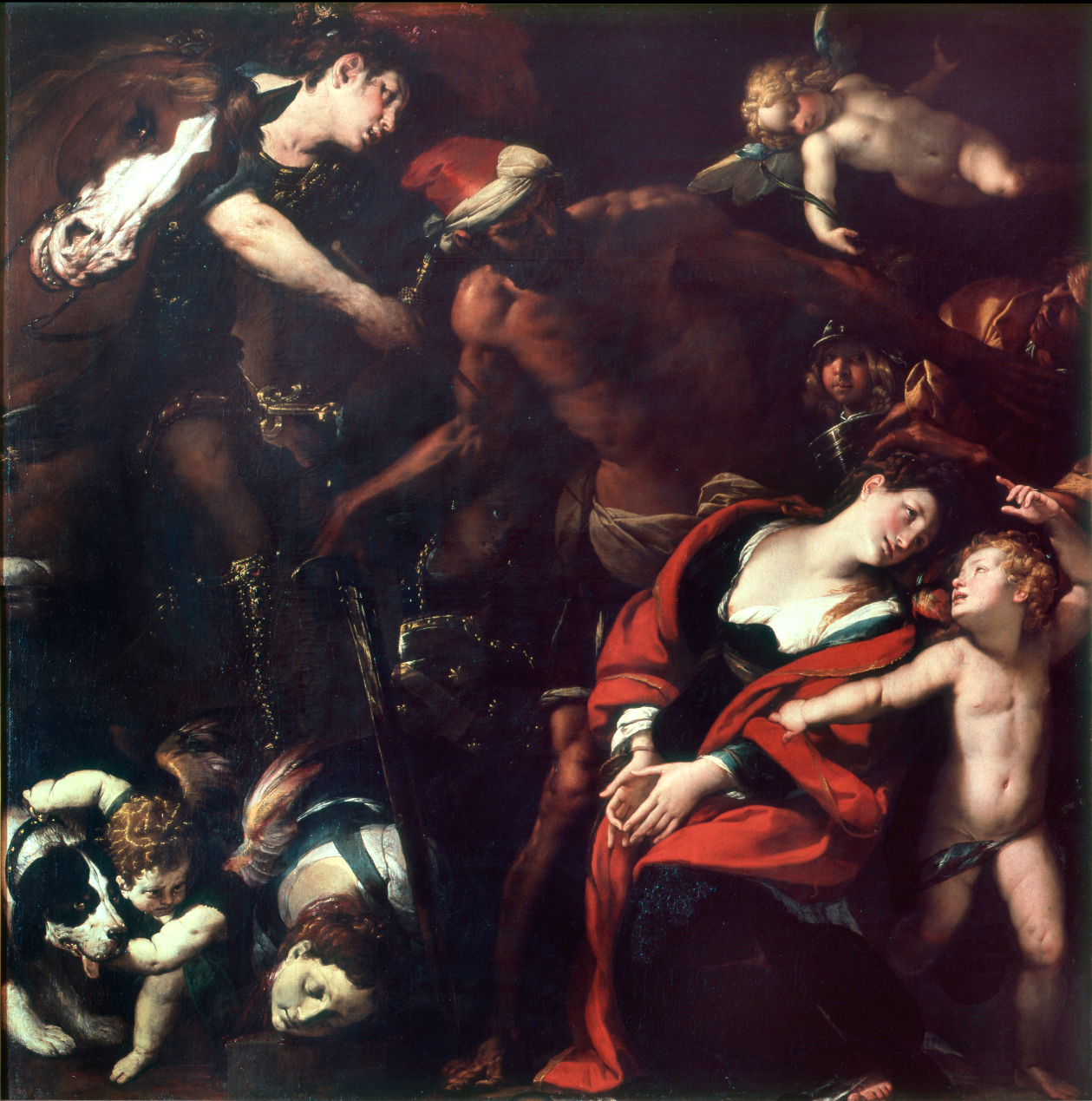
Martyrium der hll. Secunda und Rufina. Gemälde von Il Morazzone u. a. (1620–1625)

Rufina und Secunda († 257 in Rom) waren frühchristliche Märtyrerinnen, die während der Christenverfolgung unter Kaiser Valerian das Martyrium erlitten.
Der Passio aus der zweiten Hälfte des 5. Jahrhunderts zufolge waren die leiblichen Schwestern Rufina und Secunda geweihte Jungfrauen, die vom Präfekten Gaius Iunius Donatus gefangen genommen und gefoltert wurden. Er übergab sie schließlich dem Archesilaos, der sie an der Via Cornelia enthaupten ließ. Dort, am neunten Meilenstein, entstand später, wohl unter Papst Julius I., eine Basilika, die heute nicht mehr erhalten ist. Papst Anastasius IV. hat später die Reliquien Secundas und Rufinas in die Vorhalle des Baptisteriums der Lateranbasilika übertragen lassen. Die Kirche Sante Rufina e Seconda in Rom soll sich über dem früheren Wohnhaus der Heiligen erheben.
Rufina und Secunda werden als heilige Jungfrauen verehrt; ihr Gedenktag in der Liturgie ist der 10. Juli.